# Anguliphantes karpinskii
Anguliphantes karpinskii là một loài nhện trong họ Linyphiidae.
Loài này thuộc chi Anguliphantes. Anguliphantes karpinskii được Octavius Pickard-Cambridge miêu tả năm 1873.